# 이준우 (야구 선수)
이준우(2001년 3월 2일 ~ )는 KBO 리그 키움 히어로즈의 투수이다.

## 키움 히어로즈시절
2025년에 입단하였다. 2025년 5월 3일 kt wiz와의 경기에 출전하며 데뷔 첫 경기를 치렀고, 경기에서 1이닝 1피안타 1사사구를 기록하였다.

## 출신 학교
- 문현초등학교
- 센텀중학교
- 경남고등학교
- 동의대학교